# 圣马尔库夫 (卡尔瓦多斯省)
圣马尔库夫（法語：Saint-Marcouf，法語發音：[sɛ̃ maʁkuf] ⓘ）是法国卡尔瓦多斯省的一个市镇，属于巴约区。

## 地理
圣马尔库夫（49°15'11"N, 0°59'42"W）面积5.03 平方千米，位于法国诺曼底大区卡爾瓦多斯省，该省份为法国西北部沿海省份，北濒大西洋英吉利海峡，东北与滨海塞纳省以海上边界相接，东临厄尔省，南至奧恩省，西与芒什省接壤。
与圣马尔库夫接壤的市镇（或旧市镇、城区）包括：卡尔蒂尼-莱皮奈、拉福利、滨海伊西尼。

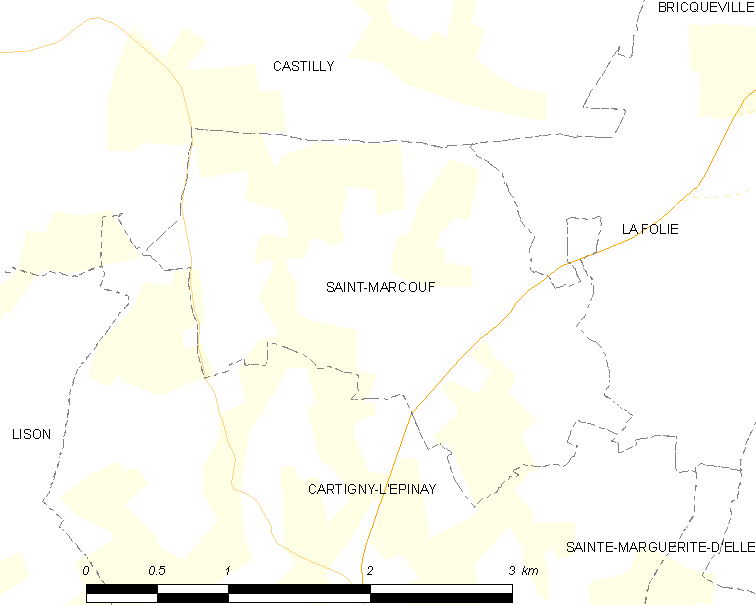
的OSM定位图

圣马尔库夫的时区为UTC+01:00、UTC+02:00（夏令时）。

## 行政
圣马尔库夫的邮政编码为14330，INSEE市镇编码为14613。

## 政治
圣马尔库夫所属的省级选区为特雷维耶尔县。

## 人口

1962-2008年间人口变化图示

圣马尔库夫于2022年1月1日时的人口数量为86人。